# 约翰·杜哈
约翰·杜哈（英語：John Duha，1875年2月16日—1940年1月21日），美国男子竞技体操运动员。他曾获得1904年夏季奥运会体操比赛男子团体全能铜牌。他在该届奥运会也参加了田径比赛。